# Kupé (televíziós műsor)
A Kupé az Indóház folyóirat televíziós vasúti magazinja volt.

## Történet
A műsor 2008-ban indult az M1 csatornán, majd 1 évvel később átkerült a Duna TV-re. A műsorban többek között bemutatták a vasúti járműveket, vasútvonalakat, vasútmodellezőket, vasútfotósokat, beszéltek a különböző vasúti programokról, vasúttörténelemről, illetve bemutatták az akkor zajló vasúti fejlesztéseket, egyszóval: mindent, ami a vasúttal kapcsolatos. Leginkább a hazai és a szomszédos vasutakról beszéltek. A műsor végül 2010-ben szűnt meg. Az Indóház forgalmazásában DVD-n is megjelent.

## Évadok
| Évad | Évad | Részek száma | Részek száma | Eredeti sugárzás  | Eredeti sugárzás     | Eredeti adó |
| Évad | Évad | Részek száma | Részek száma | Évadbemutató      | Évadzáró             | Eredeti adó |
| ---- | ---- | ------------ | ------------ | ----------------- | -------------------- | ----------- |
|      | 1.   | 10           | 10           | 2008. március 15. | 2008. december 27.   | M1          |
|      | 2.   | 10           | 10           | 2009. október 2.  | 2009. december 18.   | Duna TV     |
|      | 3.   | 5            | 5            | 2010. július 16.  | 2010. szeptember 10. | Duna TV     |

## Érdekesség
Az epizódok végén mindig megmondták, hogy mikor lesz a következő adás, viszont az első évad több epizódjánál is előfordult, hogy a meghirdetett időponttal ellentétben 1 nap eltéréssel került adásba.

## Külső hivatkozások
- PORT.hu
- IHO.hu
- Origo.hu